# 愛知県道26号岡崎環状線
愛知県道26号岡崎環状線（あいちけんどう26ごう おかざきかんじょうせん）は、愛知県岡崎市南部の上地地区から市東部・北部を経て、市西部の昭和町に至る主要地方道（愛知県道）である。

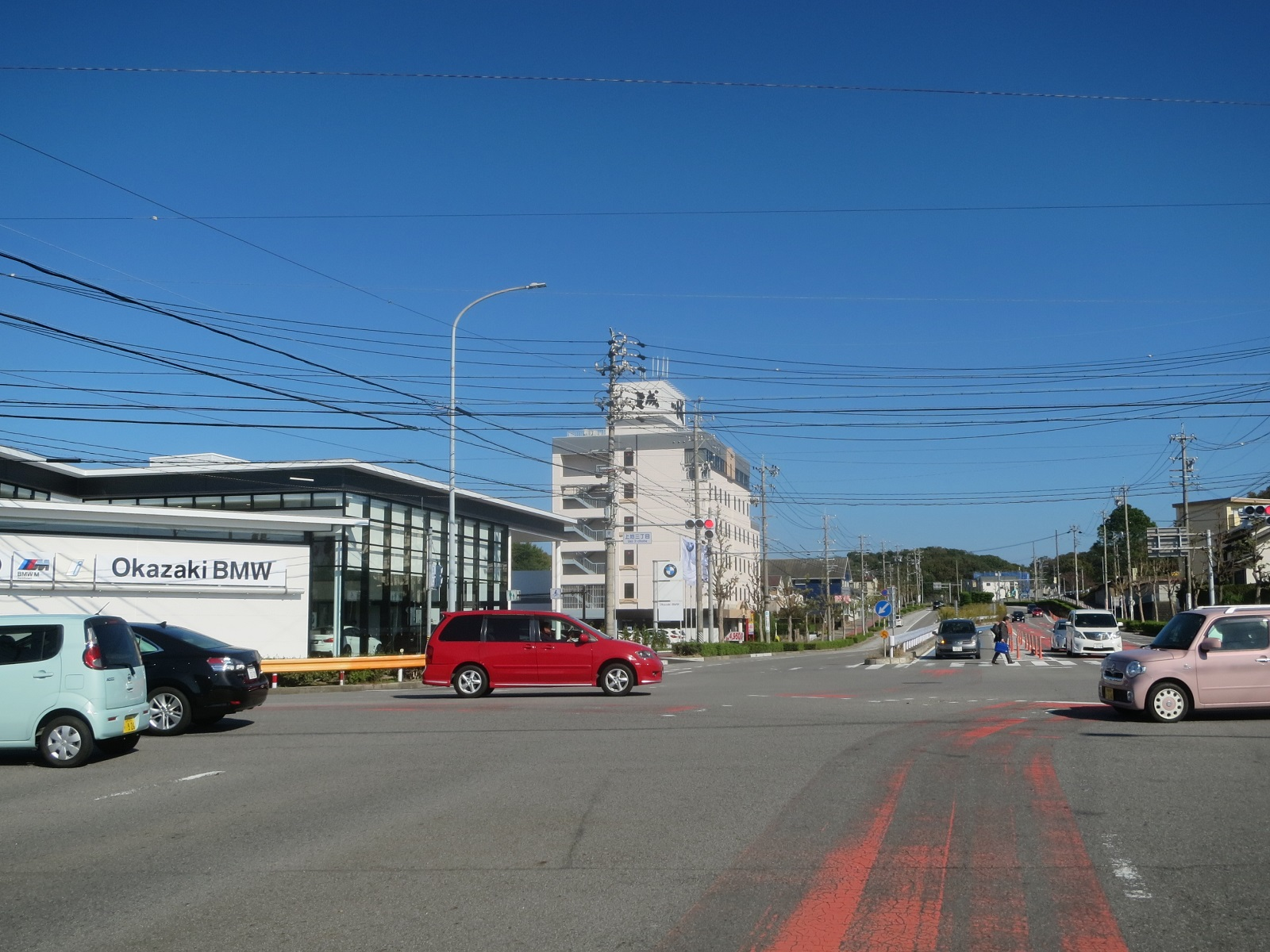
岡崎市、上地3丁目交差点（起点）

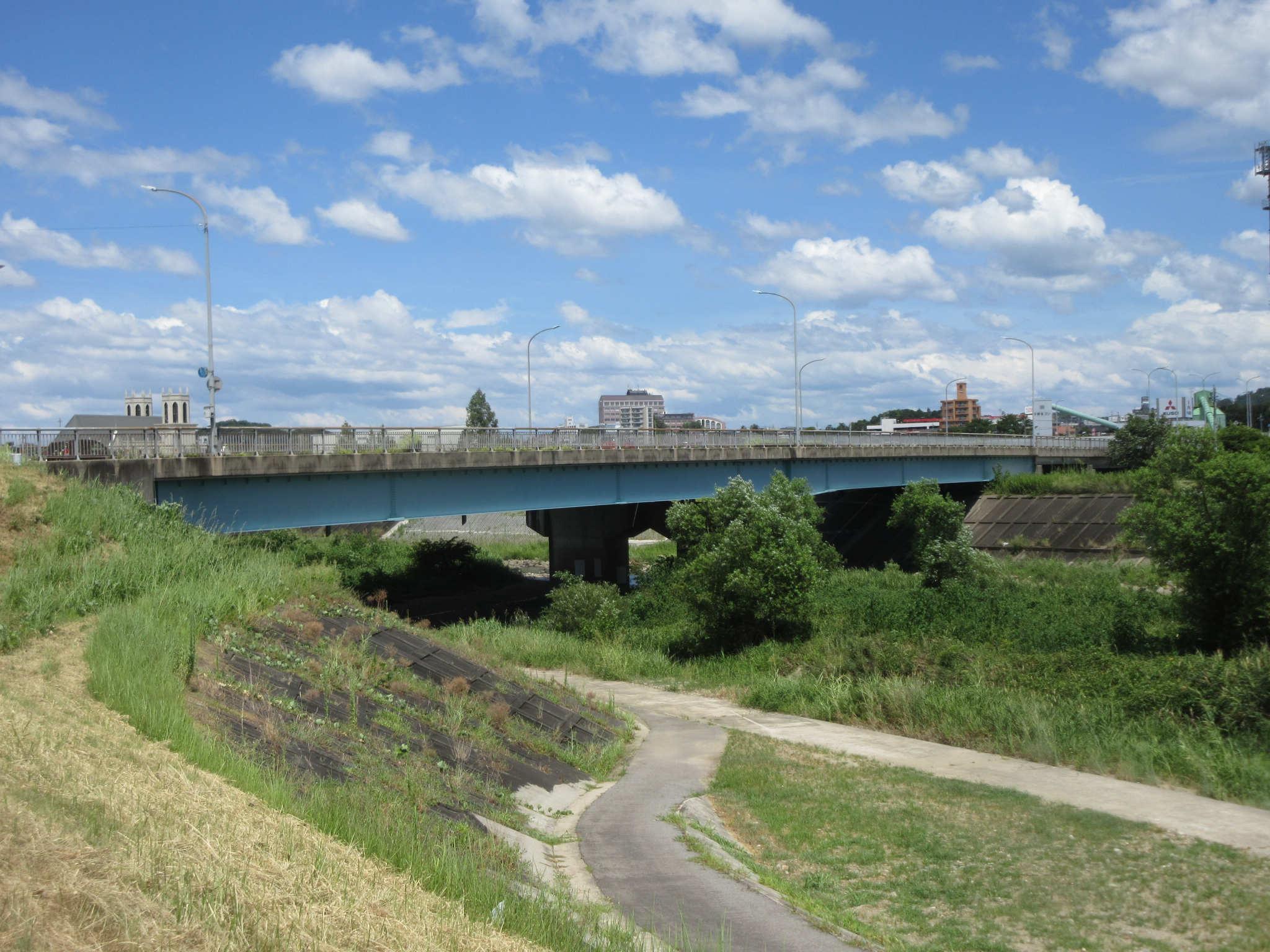
岡崎市、乙川大橋

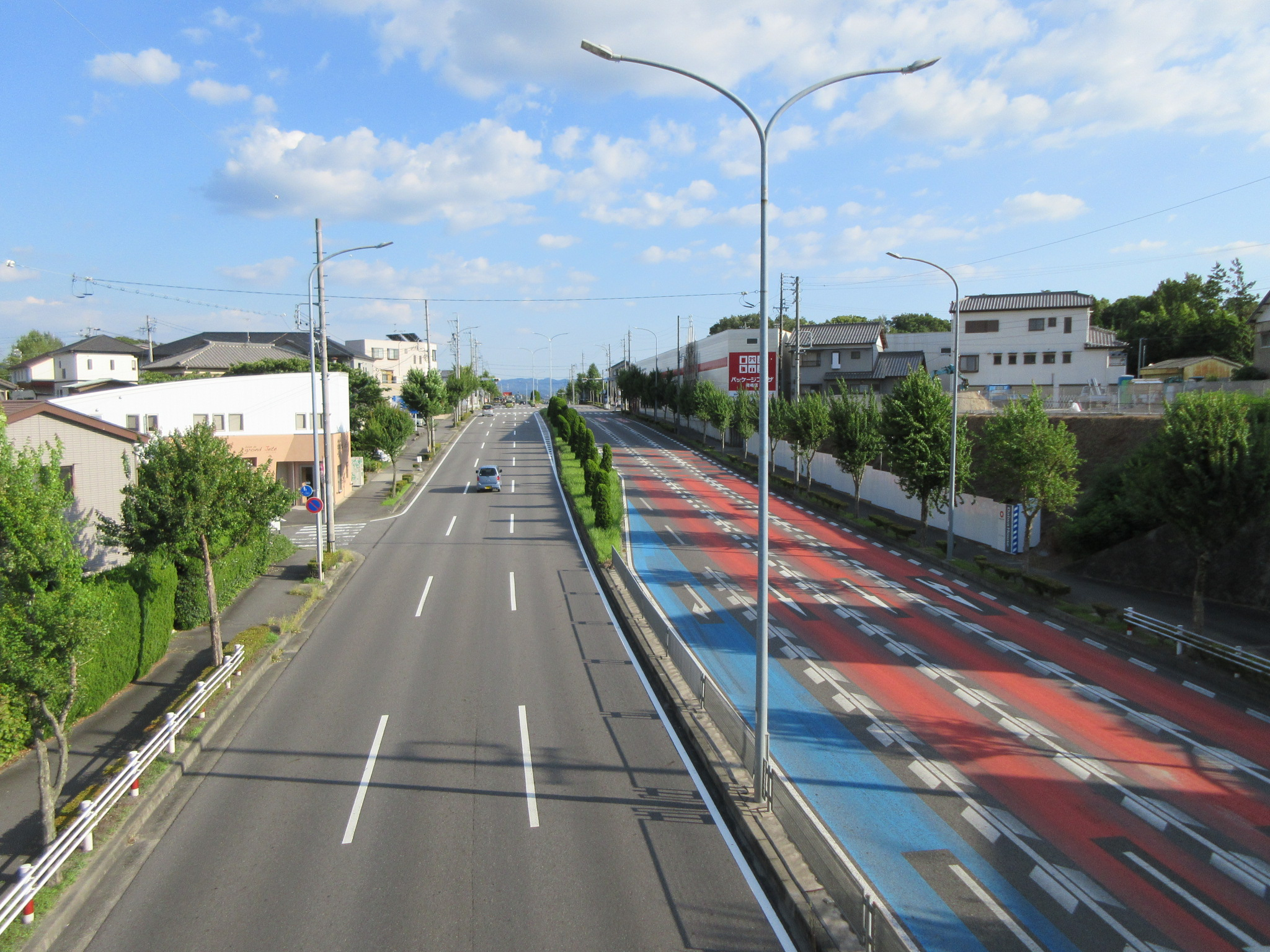
岡崎市、井田町東城交差点から撮影

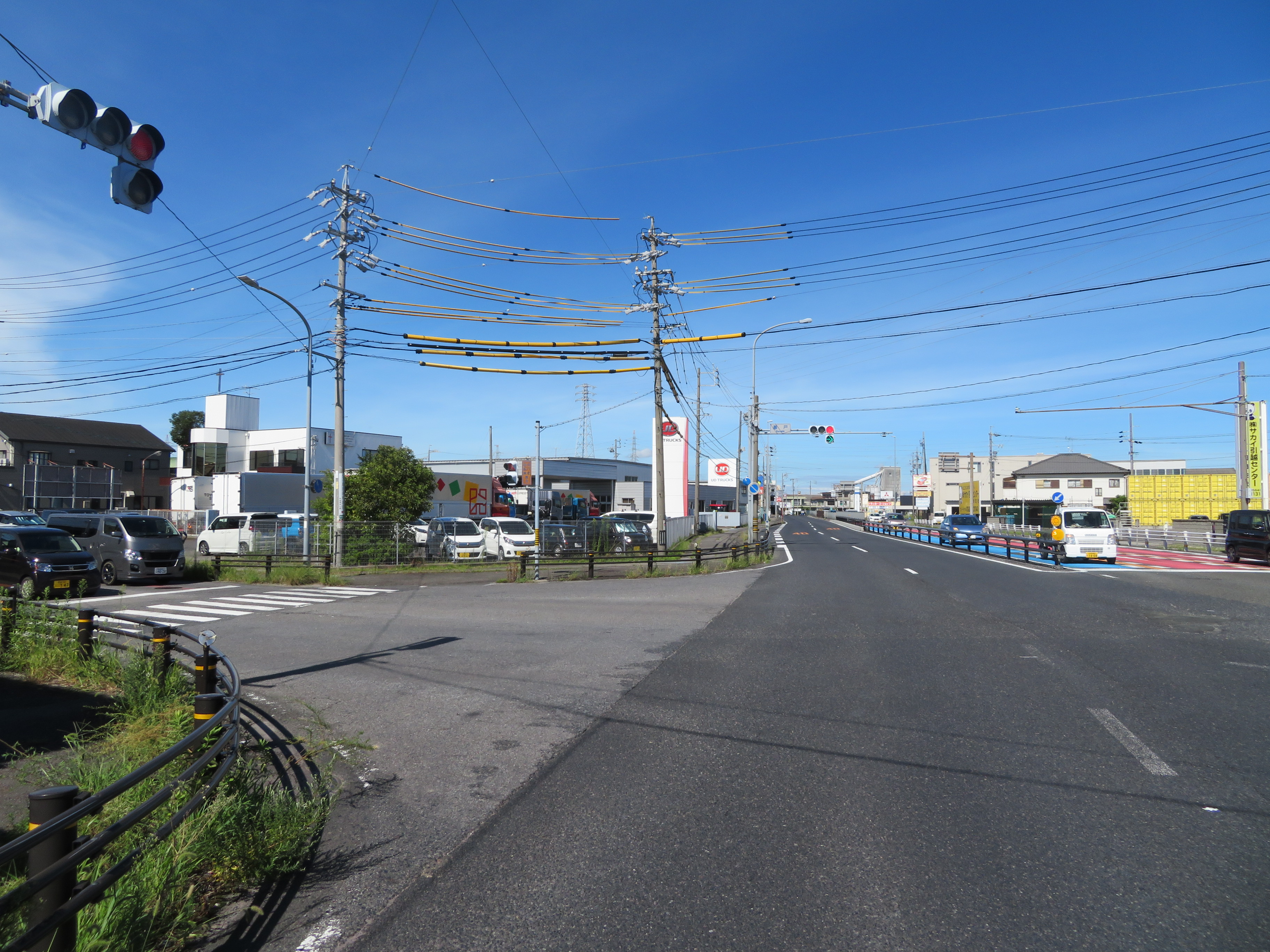
国道1号との交差点、岡崎市宇頭町

## 概要
- 路線名の通り、岡崎市内をほぼぐるりと一周する道路であるが、市南部・西部で途切れていてつながっていないため、完全な環状線ではない。
- 国道1号をオーバーパスで通過できるなど、国道248号の中でも渋滞個所が多い上地4丁目交差点 - 大樹寺1丁目交差点間の迂回路として有効である。
- 南西部では県道327号・県道78号・県道44号が代用路線として環状ルートを形成する。橋目町から昭和町までは2車線である。

## 歴史
- 1972年（昭和47年）8月27日 - 愛知県が一般県道482号岡崎環状線を認定。
- 1993年（平成5年）5月11日 - 主要地方道へ昇格され、主要地方道482号岡崎環状線へ改称。
- 1994年（平成6年）4月1日 - 主要地方道26号岡崎環状線へ改称（482号は欠番）。

### 路線データ
- 起点：愛知県岡崎市上地（上地3丁目交差点）
- 終点：愛知県岡崎市昭和町（昭和町交差点）
- 総延長：18.1km

## 通過する自治体
- 愛知県
  - 岡崎市

## 接続する道路
- 愛知県道327号市場福岡線（上地3丁目交差点 - 勤労福祉会館東交差点まで重複）
- 国道248号（上地3丁目交差点）
- 緑丘通り：愛知県道326号桑谷柱線（緑丘1丁目交差点）
- 竜南メーンロード：愛知県道48号岡崎刈谷線（光ヶ丘女子校前）
- 会議所通り：市道竜美丘5号線（大西陸橋南交差点）
- 竜美丘会館通り：市道竜美丘1号線（大西3丁目交差点）
- 市道大西大平線（同：御用橋方面）
- 龍城通り：国道1号（岡崎インター西交差点：オーバーパス有り）
- 愛知県道56号名古屋岡崎線（新道、岡崎インター西交差点(56号バイパス終点) - 岡崎大橋西差点で重複）
- 小呂通り：市道岡崎環状線（小呂町4丁目交差点）
- グランドロード：愛知県道477号東大見岡崎線（稲前橋北交差点 - 稲熊1丁目交差点で重複）
- 市道日名橋線：伊賀町以西は平針街道（稲熊1丁目交差点）
- 井田坂通り・青木橋通り：愛知県道39号岡崎足助線（鴨田町所屋敷交差点）
- 国道248号（大樹寺1丁目交差点）
- 長瀬北通り：市道東山東河原線（岡崎大橋西交差点）
- 愛知県道56号名古屋岡崎線・市道橋目新線：平針街道（県道56号旧道、橋目町交差点）
- 国道1号（暮戸交差点）
- 安城街道：愛知県道47号岡崎半田線（東本郷交差点）
- 竜南メーンロード：愛知県道48号岡崎刈谷線（昭和町北交差点）
- 桜井道：愛知県道44号岡崎西尾線（昭和町交差点）

## 沿線
- 上地自動車学校
- 岡崎医療刑務所
- 岡崎市立竜南中学校
- 光ヶ丘女子高等学校
- 名鉄名古屋本線 男川駅
- 東名高速道路 岡崎インターチェンジ（このインターより国道1号名古屋方面へ出ても当線豊田方面への右折は不可）
- 岡崎市立根石小学校
- 岡崎市立葵中学校
- 岡崎市立井田小学校
- 愛知環状鉄道・愛知環状鉄道線 大門駅
- 岡崎市立北野小学校
- 岡崎市立矢作北小学校
- 岡崎市矢作体育館
- 岡崎市立矢作中学校

## 別名
- 竜東メーンロード（岡崎市）
- 竜北メーンロード（岡崎市）
- 長瀬南通り（岡崎市）
- 長瀬北通り（岡崎市）
- 岡崎環状線（岡崎市）